# Freney
Freney ist eine Gemeinde in den Savoyen in Frankreich. Sie gehört zur Region Auvergne-Rhône-Alpes, zum Département Savoie, zum Arrondissement Saint-Jean-de-Maurienne und zum Kanton Modane. Die Bewohner nennen sich Fénelins.

## Geografie, Infrastruktur
Bei Freney wird der Arc gestaut. Dieser bildet im Norden die Grenze zu Saint-André. Sie weiteren Nachbargemeinden sind Fourneaux im Osten, Modane im Süden und Orelle im Westen. Dem Flusstal entlang verlaufen die Bahnstrecke Culoz–Modane und die Schnellstraße A43, genannt Autoroute de la Maurienne und vereinigt mit der Europastraße 70.

## Bevölkerungsentwicklung
| Jahr                       | 1962 | 1968 | 1975 | 1982 | 1990 | 1999 | 2008 | 2014 | 2021 |
| -------------------------- | ---- | ---- | ---- | ---- | ---- | ---- | ---- | ---- | ---- |
| Einwohner                  | 344  | 323  | 187  | 151  | 124  | 85   | 121  | 105  | 99   |
| Quellen: Cassini und INSEE |      |      |      |      |      |      |      |      |      |

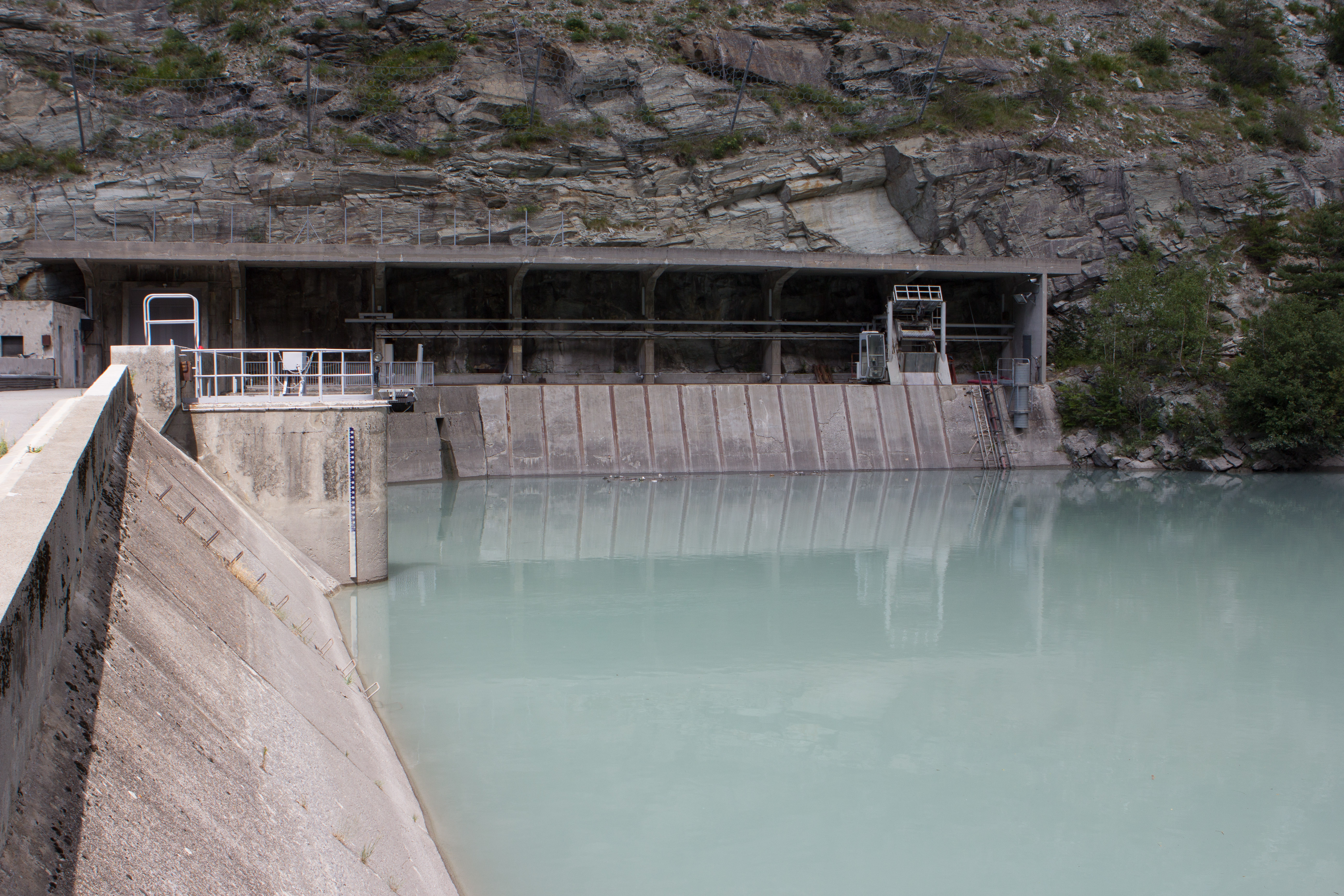
Die Barrage du Freney
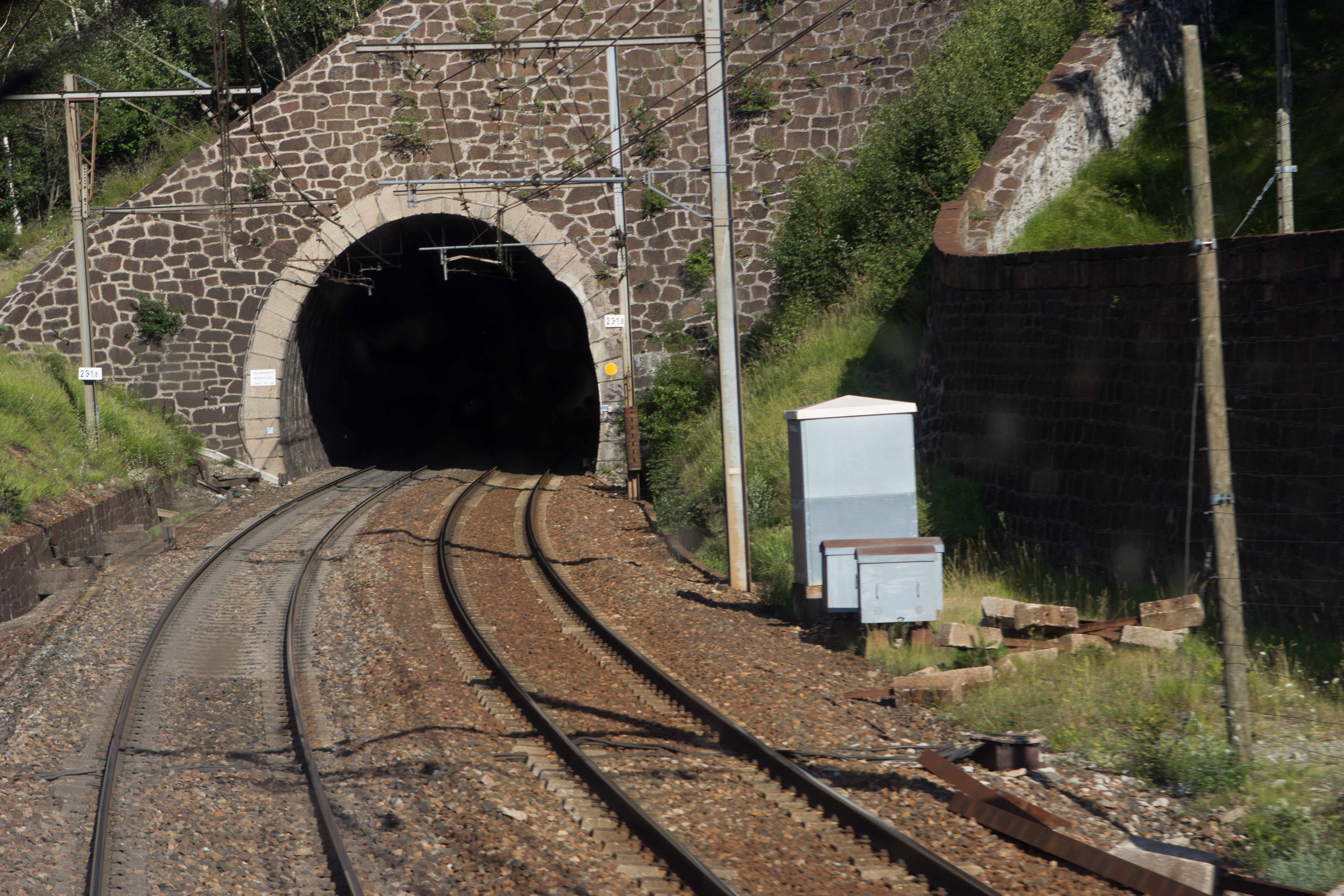
Die Eisenbahnlinie von der Maurienne nach Modane bei Freney